# Igreja de Nossa Senhora da Assunção (Elvas)
A Igreja de Nossa Senhora da Assunção, antiga Sé de Elvas ou Catedral de Elvas , localiza-se na Praça da República, na freguesia da Assunção, Ajuda, Salvador e Santo Ildefonso, cidade e município de Elvas, no distrito de Portalegre, em Portugal.
Em 2014, a antiga Sé de Elvas foi integrada num novo projeto do Ministério da Defesa Nacional, criado com o apoio do Turismo de Portugal, chamado Turismo Militar, que tem como objetivo revitalizar antigos pontos históricos de Portugal, através da criação de Roteiros temáticos baseados em heróis portugueses.
A igreja, localizada em pleno centro histórico da cidade, é parte do conjunto da Cidade-Quartel Fronteiriça de Elvas e as suas Fortificações, inscrita como Património Mundial da UNESCO. Está classificada como Monumento Nacional desde 1910.

## História
O atual edifício foi erguido a partir de 1517 em substituição a uma igreja gótica anterior. O autor do projeto em estilo manuelino foi, provavelmente, Francisco de Arruda. A abertura ao culto foi realizada em 1537, com as obras ainda inacabadas. Da época manuelina data a estrutura geral do templo, uma igreja-fortaleza ameiada de três naves coberta com abóbada nervurada. O nártex de entrada sob a torre e o portal lateral também são manuelinos. O portal principal, de Miguel de Arruda, data de 1550 e tem caráter renascentista.

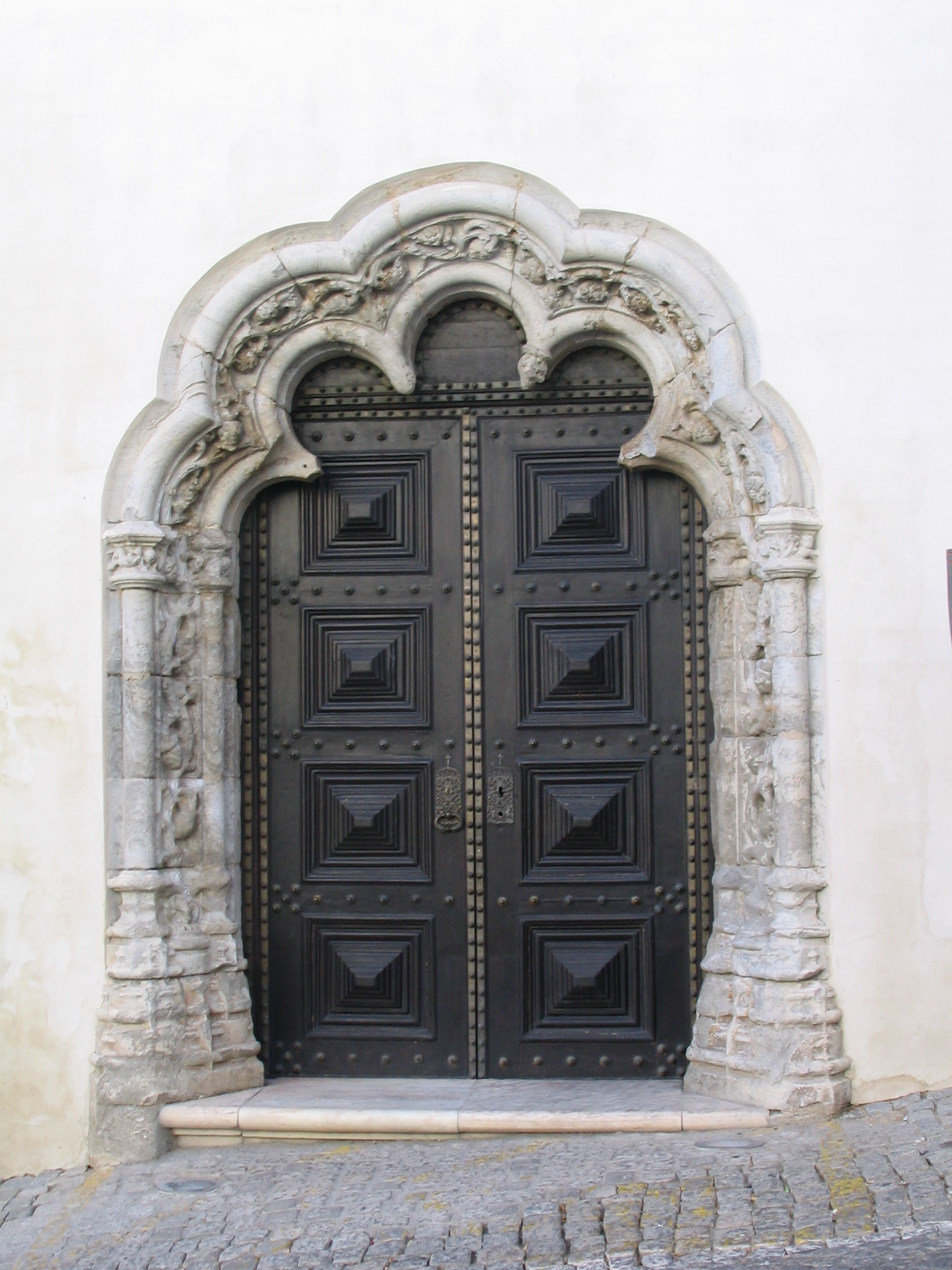
Portal lateral manuelino da antiga Sé de Elvas

Em 1570 a igreja passou a ser sede da diocese de Elvas, ascendendo assim a catedral (Sé). Nos séculos XVII e XVIII foram realizadas inúmeras modificações estilísticas que enriqueceram o interior. Na época do bispo D. Lourenço de Lencastre (1759-1780), em particular, a Sé ganhou vários altares em mármore de Estremoz, como o da capela-mor realizado por José Francisco de Abreu. Também nessa época foi realizada a obra de talha dourada do órgão, atribuído ao italiano Pascoal Caetano Oldovini. Destaca-se também a sala do cabido, construída no século XVII.
Inserido no contexto e roteiro da Guerra da Restauração, a antiga Sé de Elvas foi utilizada como local de oração pelo bom retorno dos milhares de soldados envolvidos no conflito militar.
A diocese de Elvas foi extinta em 1881, cessando as modificações no templo.
Na década de 2000 foi alvo de uma grande intervenção de restauro.